# Community of learners
Come per le “Community of practice” così anche per le “Community of learners” si parla di situated learning: un apprendimento situato in uno scambio sociale di esperienze, abilità e competenze.
Trattano questa tematica Brown, Campione (1990-1994) e Ligorio (1995), ridefinendo i ruoli dei soggetti all'interno di una comunità.  Questo tipo di approccio sconvolge quello che è l'insegnamento tradizionale, in cui il docente è colui che detiene la conoscenza e la elargisce in piccole dosi, strutturandola e scandendone modi e tempi. A questo approccio principalmente up-down, che implica da parte di chi apprende un ruolo ricettivo, passivo che tende ad annientare tutte le esperienze e le conoscenze che quest'ultimo può possedere, si oppone uno Peer-to-peer,.

## Attività delle Community of learners
Nelle Community of learners la classe si costituisce come una vera e propria comunità che apprende, che interagisce attivamente e partecipa alla costruzione del proprio apprendimento. La finalità dei curricoli, in questo caso, è lo sviluppo dell'imparare a imparare, si enfatizza un apprendimento consapevole e il concetto del Discovery learning. Si sviluppano abilità autoregolative, autovalutative e di conoscenza dei propri metodi e stili apprenditivi.
Merita sottolineare l'aspetto metacognitivo di queste communities, chi apprende deve diventare indipendente e al tempo stesso parte integrante e attiva di un gruppo, deve sviluppare abilità di riflessione sul processo di costruzione della conoscenza e delle abilità sociali.
Di questi aspetti si occupa in maniera approfondita Vygotskij, il quale illustra anche la modalità mediante la quale l'interazione sociale determina lo sviluppo: agisce su quella che Vygotskij definisce Zona di sviluppo prossimale, la distanza cioè tra il livello effettivo di sviluppo così come è determinato da problem solving autonomo e il livello di sviluppo potenziale così come è determinato attraverso il problem solving sotto la guida di un adulto o la collaborazione tra pari.. Favorendo la parte riflessiva (Shon, 1987) degli studenti e operando sulla Zona di Sviluppo Prossimale si crea un'azione di scaffolding (sostegno, supporto) e si dà origine ai PLE, Personal Learning Environment. Essi sono degli spazi strumentali in cui gli individui entrano in relazione e nei quali avvengono gli scambi sociali, di conoscenza e cognitivi.
Se si volesse rappresentare metaforicamente le Community of learners si potrebbe pensare ad una comunità scientifica in cui ogni membro partecipa con un ruolo ben distinto e complementare agli altri per il raggiungimento degli obiettivi prefissati. Possono diventare Community of learners classi di tutti gli ordini di scuola, dalla scuola primaria alla scuola secondaria di 2°, si chiede ai ragazzi di svolgere attività diversificate all'insegna della collaborazione e della cooperazione. Le metodologie che supportano sono: Jigsaw, cooperative learning (Apprendimento cooperativo), reciprocal teaching, utilizzo consapevole delle Nuove Tecnologie.
La scuola si dovrebbe impegnare al fine di anticipare le future comunità di pratiche agendo in tre dimensioni:
1. Internamente - organizzando le esperienze educative attorno a comunità su argomenti disciplinari,
2. Esternamente - coinvolgendo gli studenti in comunità esterne alla scuola
3. Life long - stimolandoli a cercare e a partecipare a comunità durante tutto l'arco della vita

## Il ruolo dell'insegnante
Essere insegnanti non significa solo sapere di più, ma sapere meglio, questo non è solo una questione di quantità di informazioni bensì di qualità, di come le informazioni sono organizzate nel loro insieme. Questo modo di agire contribuisce a consolidare la figura del docente come professionista riflessivo.  Egli svolge un'azione di scaffolding, di guided discovery, ha il compito di aiutare i ragazzi a focalizzare le attività di ricerca e di co-costruzione dei ragazzi per il raggiungimento degli obiettivi prefissati, in parole semplici, di mantenerli al compito.
Inoltre svolge una funzione di modello iniziale, di supervisore e di coordinatore. Egli facilita i processi d'apprendimento: ricopre un ruolo di direttore d'orchestra, fa in modo che i vari strumenti messi insieme producano una musica armonica.
Nelle Community of learners ogni alunno/studente viene incoraggiato a sviluppare le proprie competenze e abilità, a diventare esperto in base ad esse, ad essere affiancato da altri esperti che possono essere il gruppo dei pari, il docente, i libri, Internet.